# Капер (кораб)
Каперът е малък бързоходен ветроходен кораб с две малки мачти. Използва се най-вече от пирати и буканери. Разполага с 6 – 8 леки оръдия. Първоначално корабът е създаден за нуждите на английската армия (флот), но бързо е изваден от употреба, от което се възползват морските разбойници. По-късно под „капер“ се разбира кораб под командването на капитан получил разрешение от дадена страна да напада кораби под чужд флаг. Каперството се е смятало за легално пиратство въпреки че каперите не са били третирани като пирати.

## Обща информация
- Маса-до 10 тона
- Товароподемност-100-120 тона
- Въоръжение-до 8 14 фунтови оръдия
- Палуби-1(2)
- Мачти-2